# Charlan Air Charter
Charlan Air Charter — бывшая южноафриканская авиакомпания со штаб-квартирой в Йоханнесбурге (ЮАР), работавшая на рынке чартерных пассажирских и грузовых авиаперевозок по местным и международным направлениям.
Портом приписки авиакомпании являлся Аэропорт Лансерия, главным транзитным узлом (хабом) — Международный аэропорт имени О. Р. Тамбо.

## История
Авиакомпания Charlan Air Charter была основана в 1992 году и начала операционную деятельность только восемь лет спустя. Компания создавалась бизнесменами Мишель и Аланом Роджерс, первоначально флот перевозчика состоял из одного самолёта Piper Seneca II.
В сентябре 2005 года Charlan Air Charter отменила регулярные пассажирские рейсы в Мозамбик, а спустя несколько месяцев прекратила все полёты, передав заключенные контракты и собственную маршрутную сеть другим авиакомпаниям.

## Маршрутная сеть
В январе 2005 года маршрутная сеть Charlan Air Charter включала в себя следующие пункты назначения:
- Внутренние регулярные рейсы: Йоханнесбург, Нелспрейт.

- Международные регулярные рейсы: Иньямбане, Мапуту, Виланкулос.

## Флот
По состоянию на январь 2005 года воздушный флот авиакомпании Charlan Air Charter составляли следующие самолёты:
- 2 Embraer EMB 120 Brasilia
- 2 Fairchild Metro III